# Pepijn Reinderink
Pepijn Reinderink (Almelo, 4 mei 2002) is een Nederlands wielrenner die in 2024 prof werd bij Soudal Quick-Step. Zijn jongere broer Joris is ook wielrenner.

## Carrière
Als eerstejaars junior won Reinderink de openingsetappe in de Ronde van de Valromey. De leiderstrui die hij daaraan overhield moest hij een dag later afstaan aan Jago Willems. Later dat jaar werd Reinderink onder meer derde in La Philippe Gilbert. In maart 2020 bleef enkel Cian Uijtdebroeks hem voor in de juniorenversie van Kuurne-Brussel-Kuurne.
In zijn eerste seizoen bij de beloften maakte Reinderink de overstap naar de opleidingsploeg van Team DSM. In de twee jaar die hij voor die ploeg reed werd hij onder meer vijftiende in de Kreiz Breizh Elites en tiende in de Ardense Pijl. In 2023 maakte hij de overstap naar de opleidingsploeg van Soudal Quick-Step. Namens die ploeg won hij in mei een etappe en twee nevenklassementen in de Tryptique Ardennais. Later dat jaar werd hij nationaal kampioen op de weg.
In 2024 werd Reinderink prof bij Soudal Quick-Step, dat hem na één seizoen liet doorstromen vanuit de opleidingsploeg. Zijn eerste wedstrijdkilometers van het seizoen waren op Mallorca, waar hij deelnam aan vier van de vijf manches van de Challenge Mallorca. In februari stond hij, namens de opleidingsploeg, aan de start van de Ronde van Rwanda. In de openingsploegentijdrit, die niet meetelde voor het klassement, noteerden Reinderink en zijn ploeggenoten de snelste tijd. Na twee derde plaatsen in de tweede en derde etappe, nam Reinderink de leiderstrui over van Itamar Einhorn.

## Overwinningen
2019
1e etappe Ronde van de Valromey
2023
 Nederlands kampioen op de weg, Beloften
2024
1e etappe Ronde van Rwanda (ploegentijdrit)
Bergklassement Ronde van Luxemburg
Bergklassement Ronde van Guangxi

### Resultaten in voornaamste wedstrijden
|      | \| Jaar \| Milaan-San Remo \| Ronde van Vlaanderen \| Amstel Gold Race \| Strade Bianche \| Waalse Pijl \| \| ---- \| --------------- \| -------------------- \| ---------------- \| -------------- \| ----------- \| \| 2024 \| \| \| 68e \| \| opgave \| \| 2025 \| 107e \| 78e \| opgave \| 59e \| \| |                      |                  |                |             |
| Jaar | Milaan-San Remo | Ronde van Vlaanderen | Amstel Gold Race | Strade Bianche | Waalse Pijl |
| 2024 | |                      | 68e              |                | opgave      |
| 2025 | 107e | 78e                  | opgave           | 59e            |             |

## Ploegen
- 2021 –  Development Team DSM
- 2022 –  Development Team DSM
- 2023 –  Soudal Quick-Step Devo Team
- 2024 –  Soudal Quick-Step
- 2025 –  Soudal Quick-Step

Alaphilippe · Asgreen · Bastiaens · Cattaneo · Černý · Evenepoel      · Gelders · Hirt · Huby · Knox · Lampaert · Lamperti · Landa · Lecerf · Magnier · Masnada · Merlier · Moscon · Pedersen · Reinderink · Serry · Svrček · Van Lerberghe · Van Wilder · Vangheluwe · Vansevenant · Vervaeke · Warlop